# Uwe Corsepius
Uwe Corsepius (født 9. august 1960, Berlin, Tyskland) er en tysk politiker og den nuværende Generalsekretær for EU's ministerråd siden 26. juni 2011. Tidligere har han været chef for Afdeling for økonomi og finanspolitik tilknyttet forbundskanslerens kontor.